# Théâtre des Artisans
Le Théâtre des Artisans est un théâtre parisien situé au 14 rue de Thionville dans le 19e arrondissement de Paris.

## Historique
Le Théâtre des Artisans ouvre ses portes le 13 octobre 2009. À cette occasion, des soirées d'inauguration sont programmées durant lesquelles les spectateurs peuvent assister à un « spectacle surprise », visiter le théâtre et échanger avec la troupe[réf. nécessaire].
La saison 2009-2010 débute avec On ne badine pas avec l'amour d'Alfred de Musset, mis en scène par le fondateur et directeur du Théâtre des Artisans : Boris Van Overtveldt. La pièce remporte un franc succès[réf. nécessaire]. Par la suite le Théâtre des Artisans accueille plusieurs spectacles de compagnies diverses parmi lesquels Le Journal d'une femme de chambre de Octave Mirbeau par la compagnie Népenthès Théâtre, La sœur de Marcel d'après Enfantillages de Raymond Cousse et Maux d'amour à la ferme par le Théâtre de la Presqu'île, DesAmours (d'après les nouvelles de Dorothy Parker) et Savannah Bay de Marguerite Duras.
Parmi les productions de la saison 2010-2011, on[Qui ?] a pu assister à L'Île des esclaves de Marivaux dans une mise en scène de Boris Van Overtveldt, La Leçon de Eugène Ionesco dans une mise en scène de Simon Gourfink ou Le Mariage forcé de Molière, mis en scène par Julien Avril.
Le Théâtre des Artisans ferme ses portes au mois de septembre 2011.